# Willem Jackson
Willem Jackson (Heidedal, 1972. március 26. –), Dél-afrikai válogatott labdarúgó.
A Dél-afrikai Köztársaság válogatott tagjaként részt vett az 1998-as világbajnokságon, az 1997-es konföderációs kupán és az 1998-as afrikai nemzetek kupáján.

## Sikerei, díjai
Orlando Pirates
- Dél-afrikai bajnok (2): 2000–01, 2002–03

Dél-Afrika
- Afrikai nemzetek kupája ezüstérmes (1): 1998